# Marjosaaret (ö i Södra Savolax, Nyslott, lat 61,70, long 28,97)
Marjosaaret är en ö i Finland. Den ligger i sjön Pihlajavesi och i kommunen Nyslott i  landskapet Södra Savolax, i den sydöstra delen av landet, 270 km nordost om huvudstaden Helsingfors. Öns area är 1,6 hektar och dess största längd är 220 meter i sydväst-nordöstlig riktning.  Notera att namnet antyder att det är fråga om flera öar.